# Іванівська сільська рада (Вовчанський район)
Іва́нівська сільська́ ра́да — адміністративно-територіальна одиниця та орган місцевого самоврядування в Вовчанському районі Харківської області. Адміністративний центр — село Іванівка.

## Загальні відомості
- Іванівська сільська рада утворена в 1917 році.
- Територія ради: 118,864 км²
- Населення ради: 1 638 осіб (станом на 2001 рік)
- Територією ради протікає річка Плотва.

## Населені пункти
Сільській раді були підпорядковані населені пункти:
- с. Іванівка
- с. Благодатне
- с. Василівка
- с. Захарівка

## Склад ради
Рада складалася з 16 депутатів та голови.
- Голова ради: Барилко Надія Володимирівна
- Секретар ради: Рябоштанова Ніна Василівна

### Керівний склад попередніх скликань
| Прізвище, ім'я, по батькові | Основні відомості                                                                       | Дата обрання | Дата звільнення |
| --------------------------- | --------------------------------------------------------------------------------------- | ------------ | --------------- |
| Барилко Надія Володимирівна | Сільський голова, 1963 року народження, освіта середня спеціальна, член Партії регіонів | 26.03.2006   | 31.10.2010      |
| Барилко Надія Володимирівна | Сільський голова, 1963 року народження, освіта середня спеціальна, член Партії регіонів | 31.10.2010   |                 |

Примітка: таблиця складена за даними сайту Верховної Ради України

### Депутати
За результатами місцевих виборів 2010 року депутатами ради стали:

#### За суб'єктами висування
| Суб'єкт висування | Кількість обраних депутатів | %   |
| ----------------- | --------------------------- | --- |
| Партія регіонів   | 16                          | 100 |

#### За округами
| № округу        | Прізвище, ім'я, по батькові      | Дата визнання обраним | Освіта             | Партійна приналежність | Відомості про обраного депутата           |
| --------------- | -------------------------------- | --------------------- | ------------------ | ---------------------- | ----------------------------------------- |
| Партія регіонів |                                  |                       |                    |                        |                                           |
| 1               | Рябоштанова Ніна Василівна       | 02.11.2010            | середня            | член Партії регіонів   | тимчасово не працює                       |
| 2               | Кулакова Тамара Павлівна         | 02.11.2010            | вища               | член Партії регіонів   | Іванівська загальноосвітня школа, вчитель |
| 3               | Барилко Олександр Анатолійович   | 02.11.2010            | середня            | член Партії регіонів   | пенсіонер                                 |
| 4               | Костоглодов Микола Олександрович | 02.11.2010            | середня            | позапартійний          | тимчасово не працює                       |
| 5               | Колєснікова Наталія Василівна    | 02.11.2010            | середня спеціальна | член Партії регіонів   | Іванівська сільська рада, секретар        |
| 6               | Бугайова Катерина Федорівна      | 02.11.2010            | середня            | член Партії регіонів   | Іванівська сільська рада, касир           |
| 7               | Ушкалова Ольга Миколаївна        | 02.11.2010            | середня            | член Партії регіонів   | ТОВ «Сантагро», робітниця                 |
| 8               | Моргунова Тамара Володимирівна   | 02.11.2010            | середня спеціальна | член Партії регіонів   | Іванівський ФП, фельдшер                  |
| 9               | Фірсов Сергій Олександрович      | 02.11.2010            | вища               | позапартійний          | Компанія «РАЙЗ», менеджер                 |
| 10              | Лобода Андрій Миколайович        | 02.11.2010            | середня            | член Партії регіонів   | СТОВ «Моноліт», водій                     |
| 11              | Назарова Любов Сергіївна         | 02.11.2010            | середня спеціальна | член Партії регіонів   | Ваилівське відділення зв'язку, листоноша  |
| 12              | Лобода Олександр Олександрович   | 02.11.2010            | вища               | член Партії регіонів   | тимчасово не працює                       |
| 13              | Широкова Лариса Миколаївна       | 02.11.2010            | середня            | член Партії регіонів   | ПП «Тільна», продавець                    |
| 14              | Моргунова Олена Анатоліївна      | 02.11.2010            | вища               | член Партії регіонів   | СТОВ «Моноліт», агроном                   |
| 15              | Бондарцова Ольга Василівна       | 02.11.2010            | середня            | член Партії регіонів   | тимчасово не працює                       |
| 16              | Титаренко Олександр Миколайович  | 02.11.2010            | середня            | член Партії регіонів   | тимчасово не працює                       |